# Ejal Erez
Ejal Erez (hebr. אייל ארז) – izraelski brydżysta, World Master (WBF).

## Wyniki brydżowe

### Zawody światowe
W światowych zawodach zdobył następujące lokaty:
| Mistrzostwa Świata. Konkurencja teamów | Mistrzostwa Świata. Konkurencja teamów | Mistrzostwa Świata. Konkurencja teamów    | Mistrzostwa Świata. Konkurencja teamów | Mistrzostwa Świata. Konkurencja teamów | Mistrzostwa Świata. Konkurencja teamów |
| Rok                                    | Miejsce                                | Zawody                                    | Kategoria                              | Drużyna                                | Pozycja                                |
| -------------------------------------- | -------------------------------------- | ----------------------------------------- | -------------------------------------- | -------------------------------------- | -------------------------------------- |
| 2012                                   | Taicang                                | 14. Młodzieżowe Mistrzostwa Świata Teamów | Juniorzy                               | Israel                                 | 2                                      |
| 2009                                   | Stambuł                                | 1. Światowy Kongres Młodzieży             | Juniorzy                               | Meyouhas                               | 19                                     |
| 2009                                   | Stambuł                                | 1. Światowy Kongres Młodzieży             | Juniorzy BAM                           | Pokemon                                | 11                                     |

| Mistrzostwa Świata. Konkurencja par | Mistrzostwa Świata. Konkurencja par | Mistrzostwa Świata. Konkurencja par | Mistrzostwa Świata. Konkurencja par | Mistrzostwa Świata. Konkurencja par | Mistrzostwa Świata. Konkurencja par |
| Rok                                 | Miejsce                             | Zawody                              | Kategoria                           | Partner                             | Pozycja                             |
| ----------------------------------- | ----------------------------------- | ----------------------------------- | ----------------------------------- | ----------------------------------- | ----------------------------------- |
| 2009                                | Stambuł                             | 1. Światowy Kongres Młodzieży       | Juniorzy                            | Oshri Damty                         | 47                                  |

### Zawody europejskie
W europejskich zawodach zdobył następujące lokaty:
| Zawody europejskie. Konkurencja teamów | Zawody europejskie. Konkurencja teamów | Zawody europejskie. Konkurencja teamów    | Zawody europejskie. Konkurencja teamów | Zawody europejskie. Konkurencja teamów | Zawody europejskie. Konkurencja teamów |
| Rok                                    | Miejsce                                | Zawody                                    | Kategoria                              | Drużyna                                | Pozycja                                |
| -------------------------------------- | -------------------------------------- | ----------------------------------------- | -------------------------------------- | -------------------------------------- | -------------------------------------- |
| 2011                                   | Albena                                 | 23. Młodzieżowe Mistrzostwa Europy Teamów | Młodzież Szkolna                       | Israel                                 | 2                                      |
| 2007                                   | Jesolo                                 | 21. Młodzieżowe Europy Teamów             | Młodzież Szkolna                       | Israel                                 | 8                                      |

| Zawody europejskie. Konkurencja par | Zawody europejskie. Konkurencja par | Zawody europejskie. Konkurencja par    | Zawody europejskie. Konkurencja par | Zawody europejskie. Konkurencja par | Zawody europejskie. Konkurencja par |
| Rok                                 | Miejsce                             | Zawody                                 | Kategoria                           | Partner                             | Pozycja                             |
| ----------------------------------- | ----------------------------------- | -------------------------------------- | ----------------------------------- | ----------------------------------- | ----------------------------------- |
| 2014                                | Burghausen                          | 12. Młodzieżowe Mistrzostwa Europy Par | Juniorzy                            | Lee Rosenthal                       | 25                                  |
| 2008                                | Wrocław                             | 9. Młodzieżowe Mistrzostwa Europy Par  | Młodzież Szkolna                    | Oshri Damty                         | 30                                  |

## Klasyfikacja
- Eyal Erez – klasyfikacja WBF (ang.)
- Eyal Erez – klasyfikacja EBL (ang.)